# Tania Candiani
Tania Candiani (nacida en 1974) es una artista mexicana conocida por sus instalaciones multimedia interdisciplinarias y a gran escala.

## Biografía
Recibió una beca Guggenheim en Bellas Artes en 2011. Durante su período de beca, trabajó en un proyecto que exploraba la interconexión de la construcción de nuestros hogares, prendas de vestir y autoidentidades.
Candiani ha mostrado su trabajo en todo el mundo, incluyendo el Meno Parkas Galerija en Lituania, Kunsthaus Miami en Florida y el Museo de Arte Contemporáneo en San Diego, y su trabajo está en manos de museos como el Centro Cultural Tijuana, el Museo Mexicano en San Francisco y el Museo de Arte Latinoamericano en Los Ángeles.Su primera exposición en solitario en el museo fue Cinco variaciones sobre circunstancias fónicas y una pausa en el Laboratorio de Arte Alameda en la Ciudad de México 2012. Su trabajo fue seleccionado para el Pabellón Mexicano en la Bienal de Venecia de 2015 junto con el artista Luis Felipe Ortega. En 2019, participó en la sección "Plataforma" del Armory Show con su trabajo de 2019 Reverencia.
Fue residente de un programa internacional de estudio y curaduría en 2010, patrocinado por FONCA - Fondo National para la Cultura y las Artes. En 2018, fue artista visitante y becaria en la Universidad Estatal de Arizona. Desde 2021 es miembro del Sistema Nacional de Creadores Artísticos. 